# چهارسوق خان
چهار سوق خان مربوط به دوره زند است و در یزد، خیابان قیام، بازارخان واقع شده و این اثر در تاریخ ۱۱ مرداد ۱۳۸۴ با شمارهٔ ثبت ۱۲۳۴۲ به‌عنوان یکی از آثار ملی ایران به ثبت رسیده است.